# ترزیا کولووا
ترزیا کولووا (انگلیسی: Terézia Kulová؛ زادهٔ ۲ آوریل ۱۹۹۷) بازیکن فوتبال اهل اسلواکی است.
وی همچنین در تیم ملی فوتبال Slovakia بازی کرده‌است.